# Сейшельско-турецкие отношения
Сейшельско-турецкие отношения — международные отношения между Сейшельскими Островами и Турцией. Посол Турции в Найроби, Кения, аккредитован на Сейшельских Островах Сейшельские Острова аккредитованы в Турции посольством в Париже, Франция. Сейшельские Острова также имеют почетные консульства в Анкаре и Стамбуле.

## Дипломатические отношения
Сейшельские Острова и Турция поддерживают друг друга в продвижении концепции Индийского океана как зоны мира, выступая за вывод всех иностранных держав и баз из региона. Турция, однако, хранит молчание по поводу присутствия ВМС США на острове Диего-Гарсия.
Сейшельские Острова и Турция сотрудничали в осуждении политики апартеида в Южной Африке и изменении своей ранее враждебной политической позиции, когда Южная Африка перешла к многорасовой политической системе.

## Экономические отношения
- Объем торговли между двумя странами в 2018 году составил 25,4 млн долларов США (экспорт/импорт Турции: 17,7/7,7 млн долларов США).[1]

## Образовательные отношения
Сейшельским Островам удалось привлечь относительно большие объемы помощи, при этом Франция является ведущим донором. Турция также предоставила скромную помощь, в основном в виде программ образования и развития, в рамках своих усилий по вовлечению в регион Индийского океана.